# Научно-исследовательский институт вычислительных комплексов
Научно-исследовательский институт вычислительных комплексов (НИИВК) имени М. А. Карцева — российское предприятие, осуществляющее исследования методов обработки в реальном времени радиолокационной, гидроакустической и другой сигнальной информации для решения сейсмических или геофизических задач, а также разработку аппаратного и программного обеспечения информационных систем для сложных транспортных комплексов, систем безопасности и бесперебойного электропитания, солнечных электростанций; обеспечивающее мероприятия по информационной безопасности.
Коллектив НИИВК разработал, внедрил в производство и сопровождал на объектах эксплуатации высокопроизводительные вычислительные машины и комплексы, которые выпускались серийно более 30 лет. Этими машинами оснащён целый ряд ответственных систем специального назначения, многие из которых эксплуатируются и в настоящее время. С 2021 года институт активно развивает компетенции в области информационной безопасности.
Учредителем Общества является Федеральное агентство по управлению государственным имуществом.
В 2022 году институту присвоен статус технопарка города Москвы и коллектив института награжден Почетной грамотой правительства г. Москвы.
В 2023 г. в Администрации Президента России генеральному директору АО "НИИВК им. М. А. Карцева" вручена благодарность трудовому коллективу института Президента за вклад в укрепление обороноспособности страны.
В 2022 году институт был включен в санкционные списки США на фоне вторжения России на УкраинуRussia-related Designations; Issuance of Russia-related General License and Frequently Asked Questions; Zimbabwe-related Designation, Removals and Update; Libya-related Designation Update (англ.). U.S. Department of the Treasury. Дата обращения: 20 сентября 2022. Архивировано 19 сентября 2022 года.
Европейским Союзом 24.02.2025 в отношении АО "НИИВК им. М. А. Карцева" и персонально генерального директора института Алексея Владиславовича Горшкова введены санкции.

## История
Коллектив будущего института начал складываться в 1950-х годах в составе лаборатории электросистем Энергетического института АН СССР (ЭНИН), где создавалась одна из первых в Советском Союзе автоматических цифровых вычислительных машин — М-1. Заведующим лабораторией был член-корреспондент АН СССР И. С. Брук.
В этой лаборатории трудился молодой талантливый инженер, выпускник радиотехнического факультета МЭИ М. А. Карцев. Для М-1 он проектировал устройство управления — Главный программный датчик (ГПД). При создании следующей машины М-2 в 1952—1953 годах Карцев уже возглавлял группу инженеров и был признанным лидером разработки.
В 1957 году коллектив Карцева выделен в Специальную лабораторию № 2, которая по заказам Министерства обороны начинает работы по созданию вычислительных средств для решения задач по управлению РЛС и обработки полученной с них информации в системе предупреждения о ракетном нападении (СПРН).
В 1967 году для ускорения разработок по программе развития СПРН было принято решение о создании специализированных ЭВМ. Под эту задачу на базе Спецлаборатории № 2 организовали самостоятельный институт — НИИ Вычислительных комплексов (НИИВК). Его возглавил М. А. Карцев. Под его руководством было создано четыре поколения вычислительных машин (М-4, М-4-2М, М-10, М-13), которые по техническим характеристикам превосходили прочие отечественные ЭВМ и находились на уровне лучших зарубежных аналогов своего времени.
Помимо специализированных ЭВМ для оборонного комплекса, НИИВК разрабатывал товары народного потребления. В 1981—1982 годах группа специалистов института создала первый советский персональный компьютер «Агат». В то время в СССР не было подходящих для бытового применения компьютерных комплектующих, а профильные заводы не хотели заниматься «непонятным и несерьёзным» изделием. Поэтому первые «Агаты» собирались монтажниками НИИВК. Сотрудники института серьёзно подошли к разработке персональных ЭВМ и активно занялись их пропагандой. Одна из машин была передана в клинику Святослава Фёдорова. В 1984 году «Агат» был представлен на международной выставке CeBIT. В том же году он был передан в промышленное производство на ЛЭМЗ, а в 1985 году — и на ЭВТ.
Разработки НИИВК были отмечены Государственными премиями СССР, многие сотрудники института удостоены орденов и медалей СССР. В 1986 году институт был награждён Орденом Трудового Красного Знамени.
В 1993 году институту присвоено имя М. А. Карцева.
29 ноября 2022 года Российский институт вычислительной техники имени Карцева анонсировал начало производства нового беспилотника «Шершень» в 2023 году. Аппарат будет оснащён источниками ультразвуковых и инфразвуковых колебаний, которые будут использоваться для рассеивания толпы. Он также оснащён технологией подавления радаров, а также камерой для сбора разведывательных данных. Было отмечено, что он будет использоваться как для целей внутренней безопасности так и в боевых действиях.